# Wieringen (schip, 1911)

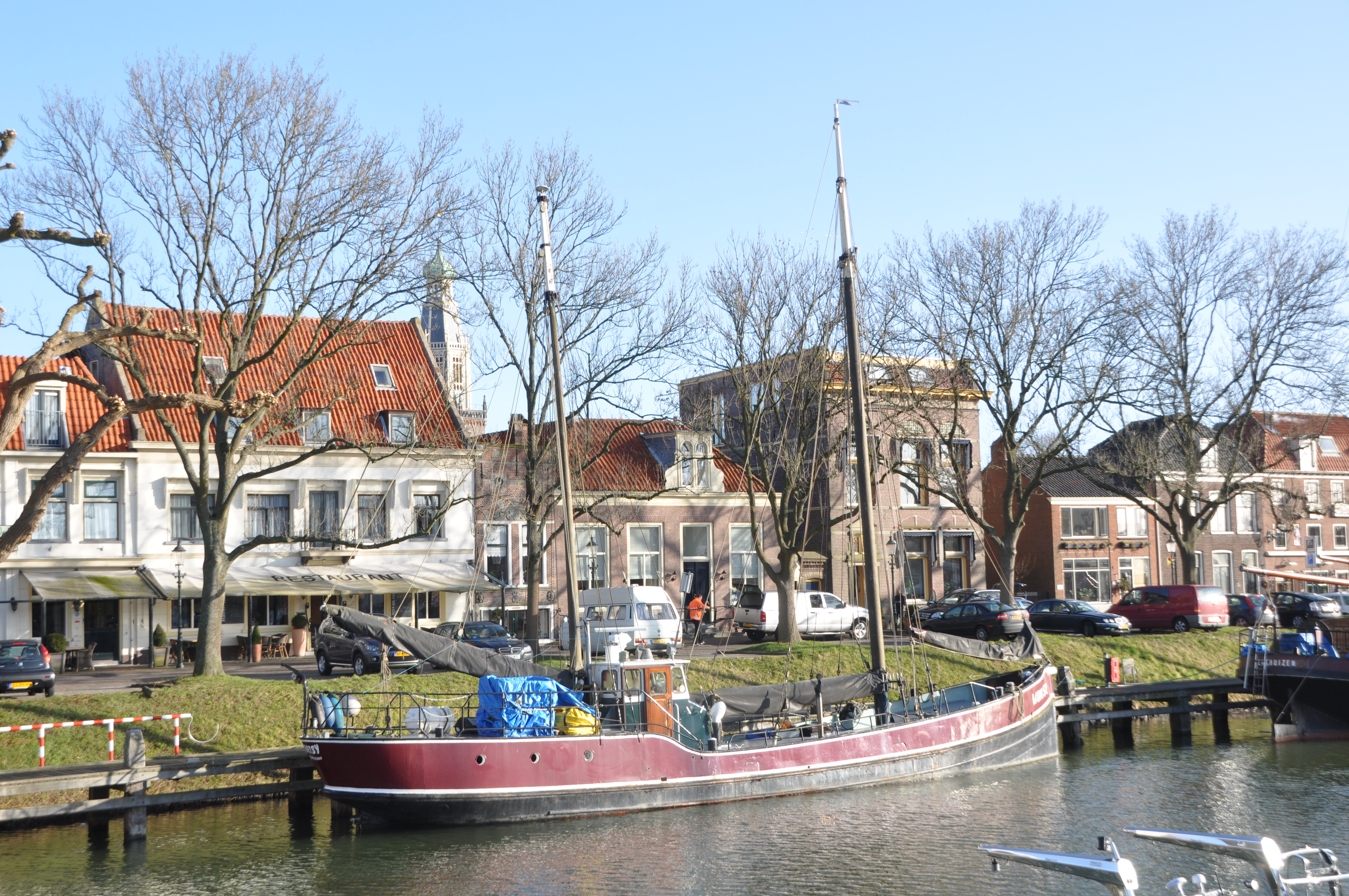
de voormalige postboot in Enkhuizen

De Postboot van Wieringen was de postboot die de verbinding verzorgde tussen het vaste land van Noord-Holland en het voormalig eiland Wieringen. Naast post werden er ook passagiers, vee en goederen mee vervoerd. De postboot voer van De Haukes naar Van Ewijcksluis en vice versa. De laatste postschipper was Johannes Baijs, die deze taak in 1903 over had genomen van zijn vader, Jan Baijs.
Voor 1896 werd de verbinding onderhouden door middel van zeilschepen, daarna deed een petroleummotorboot met de naam 'Posterijen' zijn intrede.
Op 24 december 1911 werd een nieuwe motorboot afgeleverd. Deze was gebouwd bij Scheepswerf De Industrie van Dirk en Willem Boot in Alphen aan den Rijn (plaats), onder bouwnummer 463. Het schip was uitgerust met een Deutz-Bronsmotor van 32 pk en werd Wieringen gedoopt. In 1912 kwam de Wieringen in de vaart.
Na de voltooiing van de Amsteldiepdijk in 1924 en de weg over deze verbindingsdijk in 1926, werd de postboot overbodig. Op 12 maart van dat jaar maakte de postboot haar laatste overtocht en werd verkocht. 
In maart 2022 werd de voormalige postboot gekocht door een drietal particulieren, met als doel deze terug te brengen naar Wieringen, waar het meer dan een eeuw daarvoor allemaal begon.
Op 25 oktober 2023 is stichting Postboot Wieringen opgericht. Deze stichting moet er zorg voor gaan dragen de boot weer in grotendeels originele staat terug te brengen door middel van een grootscheepse renovatie. Vervolgens zal de boot als varend erfgoed worden ingezet in de kop van Noord-Holland. 